# La Face éclairée de la Lune
La face éclairée de la Lune (Bright Side of the Moon) est le dernier des six épisodes de la compilation de jeux vidéo Sam and Max : Saison 1 développée par Telltale Games et vendu d'abord par téléchargement à partir du 26 avril 2007 sur le portail américain Gametap puis à partir du 10 mai 2007 sur le site du développeur Telltale Games.

## Synopsis
L'origine de la vague d'hypnose contre laquelle Sam et Max se sont battus est désormais connue : c'est Hugh Bliss, le fondateur de la "prismatologie" qui en est le responsable. Ce dernier a son quartier général sur la Lune. Aussitôt, Sam et Max se rendent sur le satellite de la terre (en DeSoto) pour arrêter Hugh Bliss avant qu'il n'hypnotise toute la terre.

## Personnages secondaires rencontrés
La plupart des personnages secondaires des cinq premiers épisodes réapparaissent dans cet épisode :
- Bosco se fait passer désormais pour sa propre mère. L'inflation à l'intérieur du magasin de Bosco étant beaucoup forte qu'à l'extérieur, son "déclencheur de tremblement de terre" est vendu pour la somme de 100 trillions de dollars ! Des dollars canadiens faisant cependant l'affaire...
- Sybil Pandemik est désormais Reine du Canada. Pour les besoins de leur enquête, Sam et Max vont d'ailleurs vendre au Canada, les États-Unis, que Sybil paiera avec le nouveau billet de 100 billions de dollars canadien à l'effigie de Céline Dion !
- Jimmy "Deux-dents" est la victime d'un tour de magie bien désagréable...
- La tête de la statue géante d'Abraham Lincoln, tête car ayant perdu son corps lors du quatrième épisode, elle est désormais membre de la prismatologie. Sam et Max vont lui arranger un rendez-vous avec Sybil...
- Harry Moleman, l'ex-parrain de la mafia des jouets est devenu également membre de la prismatologie et est ranger sur la Lune, près de la Bulle de tranquillité...
- L'agent Siphon, devenu adepte du culte de la prismatologie, est désormais le gardien de la porte de la Bulle de tranquillité où vit Hugh Bliss sur la Lune. Comme à son habitude, il ne va pas faciliter la tâche à Sam et Max pour les laisser rentrer...
- Le Cafard est également désormais adepte de la prismatologie.
- Mr Featherly, devenu également adepte, tente de faire sortir Jimmy "Deux-dents" d'un chapeau... Il aura besoin de l'aide de Sam et Max
- Les F.L.I.C.S., aussi membres du culte de prismatologie, se lance dans la production d'un nouveau jeu vidéo, révolutionnaire pour eux, Tic Tac Doom
- Hugh Bliss est le grand responsable de cette vague d'hypnose. C'est lui qui se cache derrière le pseudonyme de Seth Coolers (Roy G. Biv en version originale). Il tente d'hypnotiser le monde entier depuis un rayon envoyé depuis la Lune pour rendre tous les gens heureux (chose insupportable pour Sam et Max), mais cela dans son propre intérêt. Sa vraie nature est alors révélée...

## Accueil
- Adventure Gamers : 4/5[3]